# The shocker

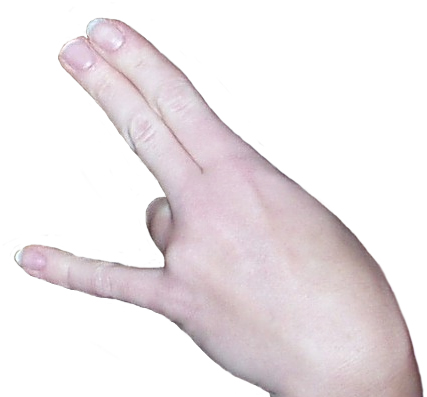
Exempel på the shocker så som den ser ut för den som den är riktad emot.

The shocker är ett handtecken med en sexuell antydan. Ringfingret böjs ner, och hålls ibland fast med tummen, medan de andra fingrarna sträcks ut. Pekfingret och långfingret hålls ihop, medan handflatan hålls mot personen som utför gesten. En engelsk fras som ofta kombineras med handgesten är "two in the pink, one in the stink, and the thumb for the man in the boat". Detta refererar till akten att föra in pek- och långfingret i en vagina, medan lillfingret förs in i det närliggande anus (the shocker, ordagrant "chockeraren"). Tummen används för att stimulera klitoris. På grund av dess sexuella art kan handgesten av vissa anses vulgär.